# Zofia Szweykowska-Kulińska
Zofia Katarzyna Szweykowska-Kulińska (ur. 9 września 1956 w Poznaniu) – polska biochemik, profesor nauk biologicznych, nauczyciel akademicki Uniwersytetu im. Adama Mickiewicza w Poznaniu, specjalność naukowa: biologia molekularna.

## Życiorys
W 1980 ukończyła studia biologiczne na Uniwersytecie im. Adama Mickiewicza w Poznaniu. Od 1982 pracowała na macierzystej uczelni. W 1986 uzyskała stopień naukowy doktora. W 1995 na Wydziale Biologii UAM na podstawie dorobku naukowego oraz monografii pt. Dojrzewanie roślinnych tyrozynowych transforowych RNA zawierających intron otrzymała stopień doktora habilitowanego nauk biologicznych dyscyplina: biochemia specjalność: biologia molekularna. Była prodziekanem Wydziału Biologii (1996–2002) i prorektorem UAM (2019–2020). W 2001 nadano jej tytuł profesora nauk biologicznych.
Została profesorem zwyczajnym Uniwersytetu im. Adama Mickiewicza w Poznaniu na Wydziale Biologii w Instytucie Biologii Molekularnej i Biotechnologii. W 2020 została członkiem korespondentem PAN. Od 2022 jest członkinią Academia Europaea.
Jest córką Jerzego Szweykowskiego i Alicji Szweykowskiej, wnuczką Zygmunta Szweykowskiego.
Inne zajmowane stanowiska:
- dyrektor Instytutu Biologii Molekularnej i Biotechnologii UAM
- członek Rady Kuratorów Wydziału II Nauk Biologicznych i Rolniczych PAN
- przewodnicząca Rady Naukowej Instytut Genetyki Roślin Polskiej Akademii Nauk
- członek i wiceprzewodnicząca Prezydium Komitetu Biotechnologii PAN
- członek Centralnej Komisji do Spraw Stopni i Tytułów (Sekcja III - Nauk Biologicznych, Rolniczych, Leśnych i Weterynaryjnych)
- członek Komitetu Biologii Molekularnej Komórki PAN
- członek Rady Naukowej Instytutu Chemii Bioorganicznej Polskiej Akademii Nauk
- członek Rady Naukowej Instytutu Hodowli i Aklimatyzacji Roślin – Państwowy Instytut Badawczy
- członek Zarządu Polskiego Towarzystwa Biologii Eksperymentalnej Roślin
- zastępca przewodniczącego Komitetu Biochemii i Biofizyki PAN
- członek Komitetu Botaniki PAN
- członek Komitetu Fizjologii, Genetyki i Hodowli Roślin PAN
- członek Komitetu Narodowego do spraw Współpracy z Międzynarodową Radą Nauki (ICSU) Polskiej Akademii Nauk
- członek (od 2019) Rady Doskonałości Naukowej I kadencji w dyscyplinie nauki biologiczne[6].